# Ángela Salvadores
Ángela Salvadores Álvarez (Oviedo, 10 marzo 1997) è una cestista spagnola.

## Carriera
È stata selezionata dalle Los Angeles Sparks al terzo giro del Draft WNBA 2019 (31ª scelta assoluta).